# Jefferson Nascimento
Jefferson Nascimento (Campo Formoso, 5 juli 1988) is een Braziliaans voetballer die bij voorkeur als linksback speelt. Hij verruilde in 2013 GD Estoril-Praia voor Sporting Clube de Portugal, waar hij in oktober 2015 zijn contract verlengde tot medio 2020.

## Clubcarrière
Jefferson tekende in mei 2013 een vierjarig contract bij Sporting Clube de Portugal, dat hem voor 700.000 euro weghaalde bij reeksgenoot GD Estoril-Praia. Jefferson maakte gedurende het seizoen 2012/13 indruk op de clubleiding van Sporting. Hij scoorde vier doelpunten in 28 wedstrijden voor Estoril, wat voor Sporting voldoende was om hem aan te trekken als nieuwe linksback.
1 Israel ·
2 Reis ·
3 St. Juste ·
5 Morita ·
6 Debast ·
8 Gonçalves ·
9 Gyökeres ·
10 Edwards ·
11 Santos ·
13 Kovačević ·
17 Trincão ·
19 Harder ·
20 Araújo ·
21 Catamo ·
22 Fresneda ·
23 Bragança ·
25 Inácio ·
26 Diomande ·
41 Callai ·
42 Hjulmand  ·
47 Esgaio ·
57 Quenda ·
72 Quaresma ·
Coach: Amorim